# Shūshābād
Shūshābād (persiska: شوش آب, Shūsh Āb, شوش آباد) är en ort i Iran.   Den ligger i provinsen Hamadan, i den nordvästra delen av landet, 300 km sydväst om huvudstaden Teheran. Shūshābād ligger 1 674 meter över havet och antalet invånare är 518.
Terrängen runt Shūshābād är platt västerut, men österut är den kuperad.Runt Shūshābād är det ganska tätbefolkat, med 104 invånare per kvadratkilometer. Närmaste större samhälle är Malāyer, 18,6 km öster om Shūshābād. Trakten runt Shūshābād består i huvudsak av gräsmarker.